# Aluminium Corporation of China
Aluminium Corporation of China Limited (en chinois 中國鋁業股份有限公司), connue sous le nom Chalco ou Chinalco (abrégé en chinois 中國鋁業), est une entreprise chinoise créée en 2001, premier producteur mondial d'aluminium, devant China Hongqiao Group et Rusal, et l'un des premiers groupes miniers mondiaux.
Elle est cotée à la bourse de Shanghai, Hong Kong et New York.

## Activités
Détenue majoritairement par l'État chinois, Chinalco est principalement engagée dans l'extraction d'oxyde d'aluminium, l'électrolyse de l'aluminium primaire, la transformation et la production d'aluminium, ainsi que dans le commerce et les services d'ingénierie et techniques.
Elle pratique l'intégration verticale, contrôlant toute la chaîne de production de l'aluminium : terrains miniers et extraction de la bauxite, transporteurs, source d'énergie, fonderies, transformation et alliages, produits dérivés, etc.

## Histoire
Le 12 février 2009, Chinalco décide d'investir 19,5 milliards de dollars américains dans Rio Tinto, mais l'accord ne se fait pas, pour des raisons politiques internes à l'Australie, butant sur la question de la propriété des terrains miniers. 
La même année, Chalco lance l'exploitation de la mine de Toromocho, au Pérou, investissant 3 milliards de dollars dans l'extraction de minerai de cuivre.
En 2010, Chalco annonce pour la première fois un résultat bénéficiaire.
En juillet 2011, Chalco signe un accord avec Tavan Tolgoi, une société minière productrice de charbon, située en Mongolie, portant sur un volume annuel de 15 millions de tonnes destinées au marché intérieur chinois.
En janvier 2017, le projet de joint-venture entre Rio Tinto et Chalco initié en 2011, prend fin : la société Chinalco Rio Tinto Exploration Co. qui devait entreprendre la recherche de nouveaux sites miniers en Chine, est liquidée.
En août 2022, Chalco annonce son retrait volontaire de la bourse de New-York, invoquant le coût des obligations en matière d'audit comptable. En effet, une loi américaine de 2020 soumet les sociétés cotées à la publication de résultats certifiés par un cabinet d'audit agréé.